# Kocham Cię, Polsko!

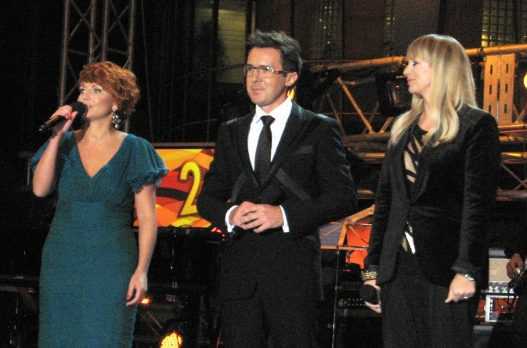
Zielińska, Kurzajewski en Rogalska

Kocham Cię, Polsko! is de Poolse versie van het Nederlandse televisieprogramma Ik hou van Holland. Het programma werd van vrijdag 13 maart 2009 tot zondag 25 november 2012 uitgezonden op de Poolse zender TVP2.

## Teamcaptains
| Naam                | Seizoen | Seizoen | Seizoen | Seizoen | Seizoen | Seizoen | Seizoen | Seizoen | Seizoen | Seizoen |
| Naam                | S 1     | S 2     | S 3     | S 4     | S 5     | S 6     | S 7     | S 8     | S 9     | S 10    |
| ------------------- | ------- | ------- | ------- | ------- | ------- | ------- | ------- | ------- | ------- | ------- |
| Joanna Koroniewska  |         |         |         |         |         |         |         |         |         |         |
| Katarzyna Zielińska |         |         |         |         |         |         |         |         |         |         |
| Marzena Rogalska    |         |         |         |         |         |         |         |         |         |         |
| Maciej Musiał       |         |         |         |         |         |         |         |         |         |         |
| Tomasz Kammel       |         |         |         |         |         |         |         |         |         |         |
| Antoni Królikowski  |         |         |         |         |         |         |         |         |         |         |

## Prijzen
- 2012 - Derde plaats Telekamery 2012 (vergelijkbaar met de Televizierring) in de categorie Amusementsprogramma van het jaar.
- 2011 - Derde plaats Telekamery 2011 (vergelijkbaar met de Televizierring) in de categorie Amusementsprogramma van het jaar.
- 2010 - Tweede plaats Telekamery 2010 (vergelijkbaar met de Televizierring) in de categorie Televisieprogramma van het jaar.